# Variety Hits
Variety Hits (auch adult hits genannt) ist ein Hörfunkformat, welches in Kanada erstmals im Jahre 2002 auf Sendung ging. Der bekannteste Vertreter der Variety-Hits-Konzepte ist Jack FM. Variety Hits wurde entwickelt, da die bisherigen Konzepte im Radio immer mehr an Akzeptanz verlieren und die Radiosender stark an personalisierte Musikstreams wie last.fm oder an digitale Musikplayer verlieren. Nach Kanada übernahmen einige Stationen in den USA das Format. In Europa wird dieses Konzept bei vielen Radiosender bereits stark analysiert. In Amerika und Europa werden die Variety Hits-Formate in der Branche kontrovers diskutiert. In Europa werden die Formate nur sehr zögerlich und stark verfremdet eingesetzt.

## Grundkonzept
Alle Variety Hits-Formate zeichnen sich durch ein breites Musikspektrum innerhalb der populären Musik aus und verfügen über einen sehr geringen Wortanteil von oft unter 10 % im Tagesmittel. Die Verpackung des Programms weist als typisches Alleinstellungsmerkmal die harte Abwechslung der gespielten Musikstile aus und spielt dabei mit extrem unterschiedlichen Musikrichtungen. Im Gegensatz zu vielen älteren Musikformaten spielt das Alter der Musik nur eine untergeordnete Rolle. Gespielt werden auf den Variety Hits-Sendern die durch Marktforschung ermittelten beliebtesten Musiktitel der Zielgruppe, egal welcher Musikrichtung und welchen Alters zugehörig. Es wird dadurch der Musikablauf eines mp3-Players auf Random- bzw. Shuffleplay suggeriert.

## Jack FM
Die Rechte für das Konzept liegen in den USA bei „Paragon Media“ in Kanada bei „Rogers Media“. Diese Firmen liefern den Radiostationen die komplette Musikrotation sowie die vorproduzierten Moderationsblöcke zu. 60 % der Musik sind bei allen Jack FM-Stationen identisch, 40 % werden durch lokale Umfragen ermittelt. Mit 1.200 bis 1.500 Musiktiteln ist die Rotation etwa dreimal so groß wie bei amerikanischen Rundfunkstationen allgemein üblich. Hauptbestandteil der Playlisten sind Rockhits der 80er-Jahre. Bei allen Stationen ist ferner der Claim (playing what we want) und das Programmschema identisch. Außerhalb der Frühschiene gibt es neben Musik nur vorproduzierte Moderationselemente und Werbung. Nachrichten, Beiträge und sonstige Serviceelemente finden ebenfalls nicht statt. Die Zielgruppe liegt bei 25–54 Jahren. Das Format ist außerhalb Nordamerikas nur im Großbritannien und als Webradio vertreten. Dies hat vornehmlich urheberrechtliche Gründe.

## Name FM
Unter den „Name“-Sendern versteht man abgewandelte Kopien des Jack-FM-Konzepts. Besonders amerikanische Ketten haben den eigenen Jack FM-Klon konzipiert. Grundlegender Unterschied zu den Jack FM-Sendern ist das Fehlen der 40 % lokal ermittelten Titel. Alle Sender klingen gleich. Die Zielgruppe ist ebenfalls 25–54 Jahre
Die bekanntesten Vertreter sind:
- SAM FM (Simply About Music)
- Mike FM
- Doug FM
- Mix FM

Auch die „Name“-Sender gibt es nur in Nordamerika.

## Movin’
„Movin’“ ist ein Variety-Hits-Format, welches sich ausschließlich an Frauen richtet. Die Musikauswahl ist rhythmischer, poppiger und tendenziell „jünger“ als bei den anderen Variety Hits-Formaten. Eine verfremdete, aber noch deutlich erkennbare Version von „Movin’“ hört man in Europa beim landesweiten österreichischen Programm KroneHit. Die Zielgruppe ist 20–49 Jahre.

## Alltime Favourites
Als „Alltime Favourites“ bezeichnet man die „Leichtvariante“ der Variety Hits-Formate. Dabei wird nur das Musikformat umgesetzt, nicht jedoch die Verpackung und die anderen Konzeptausprägungen. Dies machen Auflagen der Medienbehörden in den verschiedenen Ländern notwendig. In Deutschland wird meist der Claim „Die größten Hits aller Zeiten“ oder „Rock und Pop nonstop“ verwendet. Die Zielgruppe ist die älteste Version unter den Variety Hits-Sendern und liegt bei etwa 35–60 Jahren und ist überwiegend männlich.

## 30plus
30plus ist das europäisch orientierte Variety Hits Konzept, das auch schon in Afrika verwendet wird. Rund 60 % der Titel sind bei allen Station gleich, die restlichen 40 % stammen aus mehreren möglichen Musikoptionen (Powerhits, Lite, Rock, Rhythm usw.), die individuell für den jeweiligen Markt bestimmt wird. Im Gegensatz zu Jack-FM gibt es bei 30plus als integralen Konzeptbestandteil Nachrichten und Livemoderationen. Vorproduktionen sind auch in entsprechender Anmutung und suggerieren im Gegensatz zu anderen Variety Hits-Formaten auch keine Livemoderation. Die Verpackung des Programms ist relativ aggressiv und jünger als es die Musik erwarten ließe. Alle 30plus-Sender haben als Claim „Alltime greatest Hits“ bzw. Die Entsprechung in der jeweiligen Landessprache z. B. „Nur greatest Hits“, dazu kommt ein lokaler Subclaim. „Weniger Gelaber im Radio“ oder die Ansage der Frequenz wie in „Greatest Hits on 96.6“. Im Gegensatz zu allen anderen Variety Hits-Formaten sind Musikspecials fester Bestandteil des Konzepts. Die Radiostationen sind im Gegensatz zu Jack FM frei in der Namenswahl, nur wenige haben „30plus“/„30gold“ in den Namen mitübernommen. Die Sender haben eine zentrale Verpackung, die für ganz Europa und Afrika in Neu-Ulm bzw. Münster produziert wird und eine überregionale Zentralvermarktung des Formats die bei Stuttgart sitzt. Die Gruppe betreibt mehrere Lokalsender mit sehr geringen Sendeleistungen zu Marktforschungszwecken. Die Zielgruppe dieser Sender ist – natürlich – „30plus“.